# Karel Stloukal
Karel Stloukal (2. listopadu 1887 Zlín – 19. listopadu 1957 Praha) byl moravský pedagog, spisovatel, historik, archivář a redaktor s širokým spektrem působnosti.

## Život a dílo
Narodil se Josefě Stloukalové (1856/1857), vdově po Josefu Ondrášíkovi (1838/1839), který zemřel r. 1884. Měl dva sourozence: Stanislava (1890) a Ludmilu (1895). 7. 12. 1912 si změnil příjmení na Zlínský, které ale používal jen krátce. Oženil se s Miladou Cimlerovou, se kterou měl syna Milana (1931).
Gymnázium absolvoval v Kroměříži, v letech 1906–1911 studoval na Filozofické fakultě Univerzity Karlovy (dizertační práce Karel z Lichtenštejna a jeho účast ve vládě Rudolfa II.)
Od října 1913 do června 1914 byl vyslán do Říma, kde se věnoval zpracování archiválií papežského archivu. Byl ředitelem archivu Národního muzea, psal jeho dějiny.
V počátcích své badatelské práce se zaměřil především k období přelomu 16. a 17. století. Jako svou první knihu roku 1912 vydal studii Karel z Lichtenštejna a jeho účast na vládě Rudolfa II. (1569–1607), Již roku 1921 se projevil jako popularizátor české historie v knize Bílá Hora a Staroměstské náměstí. Dále se zabýval osobností Rudolfa II., rodinným archivem Ditrichštejnů, Lichtenštejnů či problematikou papežské politiky. Vrcholem této etapy byla studie z novodobé diplomatiky Česká kancelář dvorská 1599–1608. V dalším období Stloukal zkoumal dobu bělohorskou, poté 19. století, kde se zaměřil na osobnost Františka Ladislava Riegera. Čerpal z jeho rodinné pozůstalosti, uspořádal archivní fondy Riegrovy a Palackého rodiny a zabýval se například Riegrovou rolí při budování Národního divadla či vydáváním rodinných dopisů a listů. Tuto badatelskou etapu shrnul v knize Legenda o budovatelích Národního divadla.
Dalším okruhem jeho působnosti byly moderní dějiny československé. Vstoupil do Československé národní demokracie (ČsND). Byl členem Historického klubu, v němž často přednášel o historii i současné politice. Své osobní reflexe publikoval například v časopise Legie. R. 1935 přestoupil k čsl. socialistům. Působil rovněž jako člen pražské zednářské lóže "Dvacátý osmý říjen".
Přednášel na katedře českých dějin Filozofické fakulty Karlovy Univerzity, kde habilitoval. Zejména pro školní účely napsal Dějiny československé v hlavních obrysech. Širší veřejnosti se představil knihou Královny, kněžny a velké ženy české a jejím pokračováním Eliška Rejčka, hradecká královna.
Po zatčení gestapem 1. září 1939 byl uvězněn nejprve v Praze na Pankráci a 11. září převezen do koncentračního tábora v Dachau, ze kterého se vrátil s podlomeným zdravím.
Jako demokrat masarykovského ražení byl po Vítězném únoru v roce 1948 penzionován a omezován v pedagogické i publikační činnosti. V roce 1949 vydal svou poslední popularizační knihu Dvojí tvář doby Karlovy o historii vlády Karla IV. a v témže roce jako editor uzavřel dlouho připravovaná regesta vatikánských archiválií českého původu z období vlády papeže Řehoře XI. pod titulem Acta Gregorii XI, pontificis romani (1370–1378) v edici Monumenta Vaticana res gestas Bohemicas illustrantia.
Zabýval se rovněž historií svého rodiště, k oslavám výročí založení města roku 1947 vydal studii 550 let města Zlína. Rozsáhlé dílo s názvem Dějiny města Zlína ale již nevyšlo.
V Praze XI bydlel na adrese Křížkovského 1. Jeho syn, antropolog Milan Stloukal byl v letech 1988–2000 ředitelem Národního muzea v Praze.

## Dílo

### Spisy
- Římská otázka – Praha: vlastním nákladem,
- Karel z Lichtenštejna a jeho účast ve vládě Rudolfa II. (1569–1607) – Praha: v. n., 1912
- Bílá Hora a Staroměstské náměstí – Praha: Státní nakladatelství, 1921
- Dějiny československé v hlavních obrysech: historický náčrt – Karlín: Vesmír, 1923
- Papežská politika a císařský dvůr pražský na předělu XVI. a XVII. věku – Praha: FF UK, 1925
- Z diplomatických styků mezi Francií a Čechami před Bílou horou – Praha: 1926
- Počátky nunciatury v Praze: Bonhomini v Čechách v letech 1581–1584 – Praha: Klub historický, 1928
- O smyslu českých dějin – Praha: s. n., 1929
- Sv. Václav a svatováclavská idea v našich dějinách: 929–1929 – Praha: Politický klub ČsND.
- Československý stát v představách T. G. Masaryka za války: ke dni 7. března 1930 – Praha: Politický klub ČsND, 1930
- Portrét Rudolfa II. z roku 1600 – Praha: s. n., 1930
- Práce Československého ústavu historického v Římě na výzkumu nunciatur – Praha: s. n., 1930
- Akta o volbě a jmenování nejvyšších úředníků moravských z počátku XVII. století – Praha: s. n., 1931
- Česká kancelář dvorská 1599–1608: pokus z moderní diplomatiky – Praha: ČAVU, 1931
- Sborník Gustava Fridricha – Praha: s. n., 1931
- Sborník prací věnovaných Janu Bedřichu Novákovi k šedesátým narozeninám 1872–1932 – Praha: s. n., 1932
- George Washington, šampion svobody a demokracie: proslov Dr. Karla Stloukala na setkání k dvoustému výročí narození George Washingtona, které pod záštitou prezidenta Masaryka uspořádal Americký institut na Staroměstské radnici v Praze, dne 22. února 1932
- 7. mezinárodní kongres věd historických ve Varšavě – Praha: v. n., 1933
- Doba bělohorská a Albrecht z Valdštejna: sborník osmi statí – napsali Miloslav Hýsek; František Martínek, František Roubík, Karel Stloukal, Otakar Stloukal; uspořádal Jaroslav Prokeš. Praha: Výbor výstavy, 1934
- Fr. Lad. Rieger a průmyslová jednota v prvních letech absolutismu – Praha: v., n., 1934
- Legenda o budovatelích Národního divadla – Praha: v. n., 1935
- Museum Fr. Palackého a Fr. Lad. Riegra – napsali Karel Stloukal a Josef Richard Marek. Praha: Palackého museum, 1935
- Idea českého státu v době Boleslava I. a II. – Praha: s. n., 1936
- Zrození ideje českého státu – Svatý Václav – Praha: s. n., 1936
- Idea Československého státu u Františka Palackého – Praha: s. n., 1936
- Národní idea v dějinách – Praha: Legie, 1936
- Dějiny lidstva od pravěku k dnešku. Díl třetí. Základy středověku – Jaroslav Bidlo, Josef Cibulka, Václav Chaloupecký, Josef Macůrek, Josef Schránil, Karel Stloukal, Josef Šusta, Felix Tauer; hlavní redaktor Josef Šusta. Praha: Melantrich, 1937
- Louis Eisenmann – Praha: 1937
- Hlavní proudy v současné historiografii – Praha: v. n., 1938
- VIII. mezinárodní kongres věd historických v Curychu – Praha: s. n., 1938
- Dokument: Výzva Československé společnosti historické k historikům francouzského národa – Praha: Historický klub,
- Eliška Rejčka: hradecká královna – Hradec Králové: Městské historické museum, 1942
- Vědecký dějepis a historický román – 1944
- Na rozhraní věků: čtyři stati z velkých dnů – Praha: Athos, 1946
- 550 let města Zlína – Zlín: Místní osvětová rada, 1947
- Dva problémy z městských dějin moravských – 1947
- Jaroslav Goll: dokument: První sjezd slovenských historiků – Praha: Historický klub, 1947
- O studiu dějepisu – Praha: Historický klub, 1947
- Před třiceti lety: k výročí Projevu českých spisovatelů z května 1917 – Praha: Josef Richard Vilímek, 1947
- Význam roku 1848 – s. n., 1947
- Dvojí tvář doby Karlovy – Praha: s. n., 1949

### Jiné
- Náčrt z manévrů – in: Čas 15. 12. 1911, s. 2
- Československá jednota a Rothermerova akce: řeči a projevy Pátera Andreje Hlinky, Antonína Hajny, evangelického biskupa Samuela Zocha, poslance Gejzy Reháka a básníka Martina Rázuse pronesené na Slovanském ostrově dne 15. září 1927 – napsal předmluvu; k tisku připravil Josef Folprecht. Praha Politický klub ČsND, 1928
- Riegrův památník: vydaný u příležitosti slavnosti odhalení pomníku Dr. Fr. Lad. Riegrovi v jeho rodném městě Semilech dne 8. měsíce července 1928 – redigoval. Semily: Sdružení přátel F. L. Riegra, 1928
- Masarykova práce: sborník ze spisů, řečí a projevů prvního presidenta československé republiky – k jeho osmdesátým narozeninám sestavili J. B. Kozák, V. K. Škrach, K. Stloukal. Praha: Státní nakladatelství, 1930
- Rodinné listy Františka Palackého dceři Marii a zeti F. L. Riegrovi – vydal. Praha: Politický klub ČsND, 1930
- Po stopách národního vědomí české šlechty pobělohorské – Jan Muk; napsal úvod, Praha: Politický klub ČsND, 1931
- Milostné dopisy F. L. Riegra a Marie Palacké – vydal. Praha: František Topič, 1932
- Den osvobození: vůdcové, myšlenky, činy: řeč Dr. Josefa Scheinera k 13. výročí samostatnosti – z pozůstalého rukopisu Josefa Scheinera otiskl a opatřil úvodem. Politický klub ČsND, 1934
- Tvůrcové dějin: čtyři tisíciletí světových dějin v obrazech dob a osobností. První díl, Starověk – redigoval. Praha: Leopold Mazáč, 1934
- Tvůrcové dějin: čtyři tisíciletí světových dějin v obrazech dob a osobností. Druhý díl, Středověk – redigoval; přeložil Václav Vitinger. Praha: L. Mazáč, 1934
- Sto let Jednoty k povzbuzení průmyslu v Čechách 1833–1933: sborník statí o vzniku, vývoji a působení Jednoty Průmyslové – za redakce B. Mansfelda a K. Stloukala. Praha: v. n., 1934
- Tvůrcové dějin: čtyři tisíciletí v obrazech dob a osobností. Třetí díl, Novověk – redigoval; přeložil V. Vitinger; ilustroval a obálku navrhl A. V. Hrska. Praha: L. Mazáč, 1935
- Tvůrcové dějin: čtyři tisíciletí v obrazech dob a osobností. Čtvrtý díl, Přítomnost. Část 1 – redigoval; přeložil V. Vitinger. Praha: L. Mazáč, 1936
- Tvůrcové dějin: čtyři tisíciletí v obrazech dob a osobností. Pátý díl, Přítomnost. Část 2 – redigoval; přeložil V. Vitinger. Praha: L. Mazáč, 1936
- Svatováclavský sborník: na památku 1000. výročí smrti knížete Václava Svatého. II, Svatováclavská tradice. Svazek 3. Hudební prvky svatováclavské – Dobroslav Orel; redigovali Karel Guth, Jan Kapras, Antonín Novák, Karel Stloukal za spolupráce Viléma Krema; iniciálu nakreslil Cyril Bouda. Praha: Výbor pro oslavu, 1937
- Tvůrcové dějin: čtyři tisíciletí světových dějin v obrazech dob a osobností: rejstřík k dílu I.–V. – vydal Peter Richard Rohden; redigoval Karel Stloukal; s použitím výpisů V. Vitingra zredigoval, doplnil a historickými daty opatřil Edgar Theodor Havránek. Praha: L. Mazáč,1937
- Svatováclavský sborník: na památku 1000. výročí smrti knížete Václava Svatého. II, Svatováclavská tradice. Svazek 2, Prameny X. století legendy Kristiánovy o Svatém Václavu a Svaté Ludmile – Václav Chaloupecký; redigovali Karel Guth, Jan Kapras, Antonín Novák, Karel Stloukal za spolupráce Viléma Kremra; iniciálu nakreslil Cyril Bouda. Praha: Výbor pro oslavu, 1939
- Královny, kněžny a velké ženy české – sestavil. Praha: J. R. Vilímek, 1941